# 아니스 벤 슬리만
아니스 벤 슬리만(아랍어: أنيس بن سليمان, Anis Ben Slimane, 2001년 3월 16일 ~ )은 튀니지의 축구 선수로 현재 잉글랜드 프리미어리그의 셰필드 유나이티드에서 미드필더로 활약하고 있다.